# Karch Kiraly
Charles Frederick Kiraly, més conegut com a Karch Kiraly   (Jackson, 3 de novembre de 1960) és un exjugador de voleibol i de voleibol de platja i entrenador de voleibol estat-unidenc, actual seleccionador de la selecció femenina de voleibol dels Estats Units. Ha estat nomenat jugador del segle XX per la FIVB i ha estat la primera persona en guanyar la medalla d'or olímpica tant en voleibol com en voleibol de platja.

## Biografia

### Primers anys
Kiraly va créixer a Santa Barbara, Califòrnia. Va començar a jugar a voleibol als sis anys amb l'ànim del seu pare, Laszlo Kiraly, que havia estat membre de l'equip nacional juvenil hongarès abans de fugir del país durant l'aixecament nacional hongarès de 1956. Als 11 anys, Kiraly va entrar al seu primer torneig de voleibol de platja juntament amb el seu pare.
Kiraly va anar a l'escola secundària de Santa Barbara, on va ser membre de l'equip de voleibol universitari masculin. El seu pare va tenir un paper clau en la creació del programa de voleibol per a nois a l'escola. Els Dons de Santa Bàrbara van arribar al campionat dues vegades durant els anys de secundària de Kiraly, arribant a la final el seu segon any abans de perdre en el partit de campionat contra San Clemente High School el 1976. En el seu últim any, l'equip de secundària de Kiraly va quedar invicte, guanyant el CIF SS en derrotar a Laguna Beach High School en el joc del títol el 1978, i Kiraly va ser votat Jugador Seccional de l'Any. Durant els seus anys de secundària, Kiraly va ser convidat a unir-se a l'equip nacional júnior, en el qual va competir durant tres anys. Kiraly ha acreditat al seu entrenador de secundària, Rick Olmstead, per ensenyar-li el valor del treball dur i la dedicació.
En créixer, tenia el sobrenom hongarès Karcsi (pronunciat Karch-ee), que correspon al nom hongarès Karoly per a Charles. Més tard en la UCLA va començar a ser anomenat Karch.

### Carrera universitària
El 1978, Kiraly es va matricular en la UCLA, en bioquímica i també era germà del capítol Epsilon Sigma de Lambda Chi Alpha. Des del seu primer any, va jugar de batedor i setter en l'equip de voleibol de Bruins, jugant enfront de Sinjin Smith júnior. Sota l'entrenador Al Scates, Kiraly va portar la UCLA al Campionat de Voleibol Masculí de la NCAA en la seva temporada de primer any el 1979. En la seva segona temporada, els Bruins van tornar a arribar a les finals, però van perdre amb els rivals d'encreuament USC. Kiraly va acabar la seva carrera universitària amb un altre títol durant el seu últim any. En els seus quatre anys, els Bruins van aconseguir títols el 1979, 1981 i 1982. Van quedar invictes en les temporades 1979 i 1982. Kiraly va obtenir honors All-American tots els quatre anys, i va ser guardonat amb el Torneig de Voleibol de la NCAA al Jugador Més Destacat el 1981 i 1982.
Kiraly va obtenir una llicenciatura en ciències en bioquímica per la UCLA, i es va graduar cum laude el juny de 1983 amb un GPA acumulat de 3,55.
Kiraly va ser inclòs al Saló de la Fama de la UCLA el 1992, i la seva samarreta es va retirar el 1993.
Més tard, Kiraly volia ser bioquímic per seguir els passos del seu pare, però això va canviar quan es va unir a la selecció dels Estats Units i la va portar a diverses medalles d'or. Va ser nomenat dues vegades millor jugador del món per l'òrgan de govern internacional. També va ser nomenat millor jugador de voleibol del segle XX juntament amb Lorenzo Bernardi.

## Trajectòria

### Com a jugador
Kiraly va participar en torneigs de voleibol i de voleibol de platja des de la seva infantesa i amb 15 anys va entrar en l'equip de voleibol de la seva escola, el Santa Barbara High School, esdevenint un dels millors jugadors de l'estat de Califòrnia. L'any 1978 va ingressar a l'UCLA i amb els Ozesnos va guanyar tres campionats NCAA (1979, 1981 i 1982). L'any 1981 va ser seleccionat per primer cop per l'equip estat-unidenc de voleibol, esdevenint el començament d'una etapa de victòries en aquesta selecció amb la qual va guanyar dos cops l'or olímpic als Jocs Olímpics d'Estiu de 1984 i els Jocs Olímpics d'Estiu de 1988. En la segona ocasió, a més, va ser nomenat MVP. L'any 1983 i 1985 va aconseguir guanyar el Campionat estatunidenc i l'any 1986 va ser un dels protagonistes de la victòria estat-unidenca en el Mundial de França.
L'any 1988 va decidir retirar-se del voleibol per dedicar-se al voleibol de platja tot i que encara la temporada 1990-1991 va marxar a Itàlia per jugar dos anys com a professional al Porto Ravenna Volley. En tan sols 24 mesos va aconseguir guanyar un campionat, una copa d'Itàlia, la Champions League 1991-1992, la Supercopa d'Europa 1992 i el Mundial de Clubs de 1991.
Un cop acabada la temporada 1991-1992 es va retirar definitivament del voleibol i va començar una reeixida carrera en el voleibol de platja. En els Jocs Olímpics d'Estiu de 1996 va fer història guanyant la medalla d'or en voleibol de platja (juntament amb Kent Steffes) esdevenint el primer jugador en coronar-se campió olímpic en voleibol i en voleibol de platja. Va acabar la seva llarga i reeixida carrera esportiva l'any 1997, a l'edat de 37 anys i l'any 2001 va ser inclòs en la Volleyball Hall of Fame.

### Com a entrenador
Kiraly va començar a entrenar a la St. Margaret's Episcopal High School, on va entrenar als seus fills, Kristian i Kory.
L'entrenador en cap Hugh McCutcheon de l’equip nacional de voleibol femení dels Estats Units va contractar Kiraly com a assistent, on va ajudar a entrenar l'equip per aconseguir una medalla de plata als Jocs Olímpics de Londres de 2012.
El 2012, Kiraly va ser nomenat entrenador en cap de l'equip nacional de voleibol femení dels Estats Units per intentar competir als Jocs Olímpics de Rio de Janeiro, Brasil, de 2016. L'octubre de 2014, Kiraly va entrenar l'equip nacional femení al Campionat del Món de la FIVB, derrotant la Xina a la final de la medalla d'or. En fer-ho, Kiraly es va convertir en la quarta persona a guanyar una medalla d'or al Campionat del Món com a jugador i entrenador.
Durant els Jocs Olímpics de Rio de Janeiro de 2016, Kiraly va entrenar a les dones nord-americanes per aconseguir una medalla de bronze, convertint-se en la quarta jugadora a guanyar medalles com a jugadora i entrenadora.
El campionat de la Lliga de Nacions Femenines de Voleibol FIVB 2021 es va celebrar a Itàlia i Karch va entrenar l'equip femení d'interior dels EUA per guanyar el premi màxim d'1 milió de dòlars.
El 8 d'agost de 2021, durant els Jocs Olímpics de 2020 a Tòquio, Japó, Kiraly va entrenar a les dones nord-americanes per aconseguir una medalla d'or, convertint-se en la segona persona a guanyar una medalla d'or com a jugadora i entrenadora; el primer va ser Lang Ping de la Xina.

## Vida personal
Kiraly resideix a Heber City, Utah, amb la seva dona Janna i dos fills, Kristian i Kory. El seu pare, Laszlo Kiraly, va jugar a l'equip nacional de voleibol juvenil hongarès. Kiraly va estudiar bioquímica a la universitat i va considerar seguir una carrera en medicina després d'acabar la universitat.
Kiraly va cuidar a Misty May-Treanor quan era petita.
El mateix dia que Kiraly va dirigir l'equip nacional a la seva històrica medalla d'or als Jocs Olímpics d'estiu de 2020, va revelar que li van diagnosticar càncer de còlon el 2017 i que els metges van haver de treure part del seu còlon per lluitar contra la malaltia. Intentant mantenir l'equip en bon estat de funcionament, no va voler fer que el seu equip se sentís trist i va decidir no compartir la notícia amb ells fins que va entrar en remissió del càncer el 2021.

## Publicacions
Kiraly és l'autor de tres llibres, Karch Kiraly's Championship Volleyball, coautor amb Jon Hastings i publicat per Simon & Schuster el 1996, Beach Volleyball, coautor amb Byron Shewman i publicat per Human Kinetics el 1999, i Chasing Greatness, co. - escrit amb Don Patterson i publicat per Total Sports LLC el 2023.

## Cultura popular
El 1994, Kiraly va actuar en un episodi del programa de televisió Baywatch titulat "I Spike".

## Premis i honors
Directors d'informació esportiva universitària d'Amèrica
- Campió nacional de la NCAA (1979, 1981, 1982) i subcampió (1980)
- Jugador més destacat del torneig de voleibol de la NCAA (1981, 1982) i equip de tot el torneig (1980, 1981, 1982)
- Saló de la fama de la UCLA (incorporat el 1992)

Federació Internacional de Voleibol (FIVBFederació Internacional de Voleibol)
- Millor jugador del món de la FIVB (1986, 1988)
- Millor jugador de la FIVB del segle XX[17]

Professionals americans de voleibol (AVP Professional Beach Volleyball)
- Millor jugador ofensiu AVP (1990, 1993, 1994)
- Millor jugador defensiu AVP (2002)
- Jugador de l'any AVP Comeback (1997)
- Jugador més valuós de l'AVP (1990, 1992, 1993, 1994, 1995, 1998)
- Esportista AVP de l'any (1995, 1997, 1998)
- Premi a l'assoliment destacat de l'AVP (2004)
- Campionat NORCECA (1983, 1985) i medalla de plata (1981)
- Jocs Olímpics (1984, 1988, 1996)
  - MVP dels Jocs Olímpics (1988)
- Copa del Món (1985)
  - MVP de la Copa del Món (1985)
- Campionat del Món (1986)
- Medalla de plata de Goodwill Games (1986)
- Jocs Panamericans (1987)
- Campionat d'Itàlia (1990/1991)
- Copa del Món de Clubs (1991)
  - MVP de la Copa del Món de Clubs (1991)
- Copa de Campions d'Europa (1991/1992)
- Supercopa d'Europa (1991)

Saló de la fama del voleibol incorporat el 2001.
Associació Americana d'entrenadors de voleibol
- AVCA Hall of Fame incorporat el 2005.[18]
- Academic All-America Hall of Fame incorporat el 2009.[19]

Saló de la fama olímpic dels Estats Units el 2008.

## Palmarés
- campionat NCAA Divisió I (3): 1979, 1981, 1982
- Campionat d'Itàlia (1): 1990/1991
- Copa d'Itàlia (1): 1990/1991
- Champions League (1): 1991/1992
- Supercopa d'Europa (2): 1992
- Campionat Mundial de Clubs (1): 1991